# کژژانووکا
کژژانووکا (به لهستانی:  Krzyżanówka) یک روستا در لهستان است که در گمینا شننو واقع شده‌است.